# Монгольська кухня

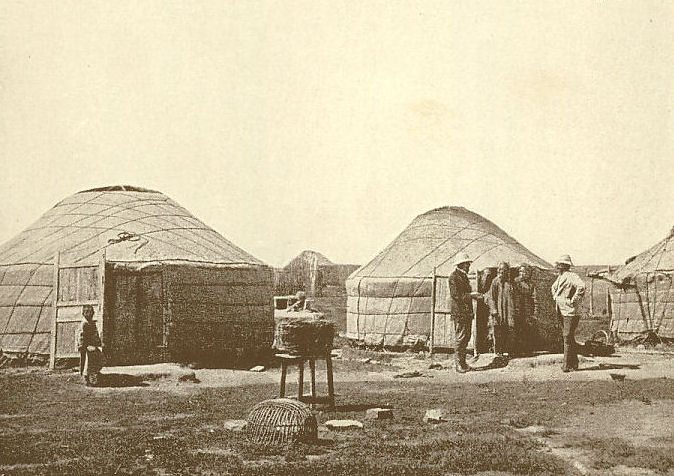
Монгольські юрти

Монгольська кухня (монг. Монгол хоол — типова для кочівників і складається насамперед з мясних та молочних продуктів. Кочівники Монголії живуть з продуктів своїх тварин (коні, корови, яки, верблюди, вівці, кози).

## Продукти
Для готування м'ясних страв найпоширеніша баранина, козлятина, яловичина. М'ясо яків і конина зустрічаються рідше, іноді використовується м'ясо бабаків (тарбагана) і іншої дичини. М'ясо або вариться (у супі, або як вареники) або засушується на зиму. При готуванні, для збереження вітамінів, м'ясо може не доварюватися.
Для молочних продуктів використовується кобиляче, коров'яче й (у зоні напівпустель) верблюдяче молоко.
Також використовується пшеничне борошно, з городини — картопля, капуста, ріпа, часник, цибуля.

## Типові страви
- айраг — кумис
- ааруул (арул) — сушений творіг
- архі — молочний самогон
- сутей цай — чай з молоком.
- боорцог (баурсакі) — довгасті шматочки тіста у фритюрі
- бяслаг (біслаг) — сир

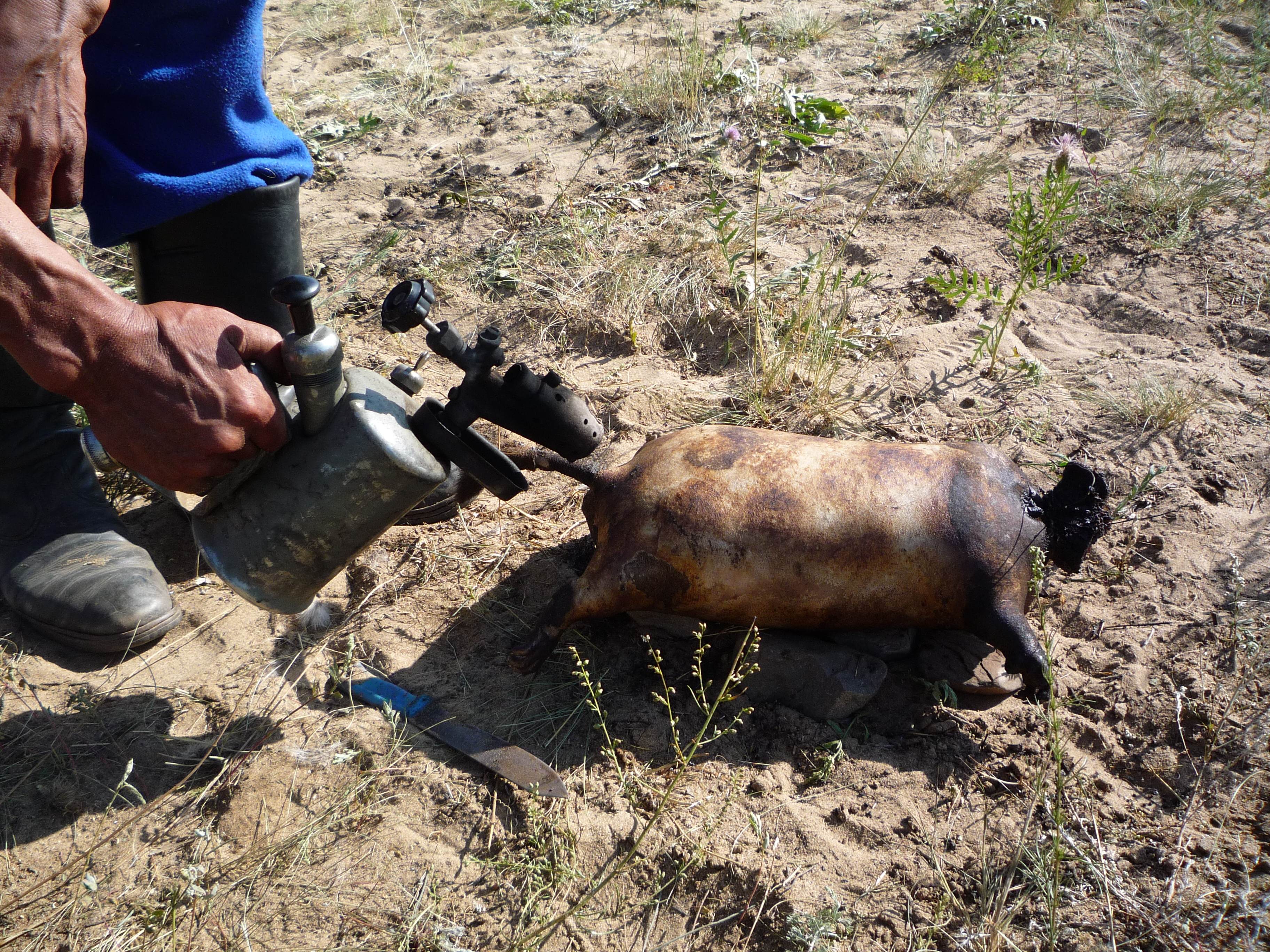
Боодог з байбака

- боодог (бодог) — козяче м'ясо, запечене в шлунку тварини, або м'ясо байбака, запечене у власній шкірі
- бууз (пози) — варені на пару манти
- тараг (тарак) — кисляк
- урум — вершки витоплені в сковороді
- хорхог — м'ясо тушковане в закритому металевому казані
- хуушуур (хушур) — пиріжки з м'ясом, обсмажені в баранячому жирі або рослинній олії
- цуйван — локшина, приготовлена на парі і потім обсмажена з м'ясом та овочами.
- шар тос — пряжене масло

Також часто зустрічаються хліб, печиво, локшина з м'ясом, нарізаний дрібно й приправлений цибулею і часником баранячий лівер.
| Прапор Монголії | Це незавершена стаття про Монголію. Ви можете допомогти проєкту, виправивши або дописавши її. |